# Paterson (Cap-Oriental)
Pour les articles homonymes, voir Paterson.
Paterson est un village situé dans la province du Cap-Oriental en Afrique du Sud et géré par la municipalité locale de Sunday's River Valley dans le district de Sarah Baartman.
La majorité des habitants de la localité réside dans le township voisin de KwaZenzele, également géré par la municipalité de Sunday's River Valley.

## Localisation
Paterson est situé sur la route R342 au nord-est du parc national des éléphants d'Addo et à environ 70 km au nord-ouest d'Alexandria (par la route R72 et la route nationale 10). 

## Démographie
Selon le recensement de 2011, le village de Paterson compte 230 habitants (41,74 % de Noirs, 33,91 % de Blancs et 22,61 % de coloureds). 
L'afrikaans est la langue maternelle principale de la population locale (55,22 %) devant l'IsiXhosa (38,70 %).
La zone rurale comprenant le village de Paterson et le dense township de KwaZenzele (5 352 habitants dont 78,55 % de Noirs ) porte la population de la localité de Paterson à 5 582 habitants (77 % de Noirs, 20,04 % de coloureds et 1,5 % de Blancs), principalement de langue isiXhosa (66,7 %).

## Historique

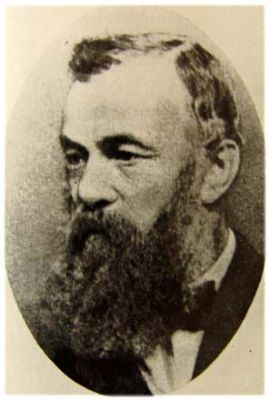
John Paterson

Le village a été fondé en 1879 comme station de chemin de fer sous le nom de gare de Sand Flats puis baptisé au nom de John Paterson (1822-1880), membre du Parlement et fondateur du journal Eastern Province Herald et de l'institut Grey pour garçons. En 1962, la gare de Sandflats a également été renommée Paterson.